# San Mateo Cajonos
San Mateo Cajonos là một đô thị thuộc bang Oaxaca, México. Năm 2010, dân số của đô thị này là 620 người.